# Totoaba macdonaldi
Totoaba macdonaldi és una espècie de peix de la família dels esciènids i de l'ordre dels perciformes.

## Morfologia
- Els mascles poden assolir 200 cm de longitud total i 100 kg de pes.[1][2][3]

## Alimentació
Menja peixos i gambes.

## Hàbitat
És un peix de clima subtropical (32°N-17°N) i bentopelàgic.

## Distribució geogràfica
Es troba a l'oceà Pacífic oriental central: el Golf de Califòrnia.

## Observacions
És inofensiu per als humans i la seua bufeta natatòria és considerada una delicadesa gastronòmica fins al punt d'ésser emprada per a elaborar sopes xineses, ja que hom creu que fa augmentar la fertilitat, la circulació de la sang i la vitalitat de la pell. El susdit òrgan pot arribar a costar fins a 500 dòlars als Estats Units i el doble als mercats asiàtics.